# Fynbos et renosterveld de basses terres
Localisation
Les fynbos et renosterveld de basses terres forment une écorégion terrestre définie par le Fonds mondial pour la nature (WWF), située dans la zone côtière et les vallées intérieures de la région floristique du Cap en Afrique du Sud. Elle appartient au biome des forêts, zones boisées et maquis méditerranéens de l'écozone afrotropicale et se compose de deux formations végétales uniques de cette région, le fynbos et le renosterveld.